# Carex erawinensis
Carex erawinensis là một loài thực vật có hoa trong họ Cói. Loài này được Korotky mô tả khoa học đầu tiên năm 1914.